# Metastaze
Metastaze ist ein kroatischer Film von Branko Schmidt aus dem Jahr 2009. Das Drehbuch stammt von Ognjen Sviličić und thematisiert die Probleme junger Kroaten. Metastaze ist der erste Film aus Zagreb, der das Drogenmilieu thematisiert.

## Akteure und Handlung
Die Akteure sind vier Freunde aus einem Viertel in Zagreb, die den Hass, die Gewalt und die Vorurteile als Folgen des Krieges verkörpern und sich nicht mit der Gesellschaft anfreunden können:
- Filip ist ein ehemaliger Drogenabhängiger, der nach drei Jahren Entzug im Ausland zurück nach Zagreb kommt. Er ist desillusioniert und weiß nicht recht, was er mit sich anfangen soll.

- Der wohl brutalste von ihnen ist Krpa. Er ist intolerant und aggressiv, benutzt fast nur Beschimpfungen und schlägt sich wegen Kleinigkeiten. Er ist besessen von Fußball und Sportwetten und ist nebenbei auch Mitglied der Bad Blue Boys. Er verkörpert in seiner Rolle den Hooligan, Rassisten, Schläger und Frauenhasser und spiegelt so einige der grundlegenden Probleme der kroatischen Gesellschaft wider.

- Kizo ist eigentlich ein herzensguter Mensch und der treueste der Clique. Problematisch ist sein Alkoholismus, seine Liebe widmet er Katzen.

- Dejo ist ein Serbe, Sohn eines ehemaligen jugoslawischen Offiziers, hat Probleme mit seinen Schulden bei anderen Leuten. Er ist ein Junkie und gerät oftmals in äußerst brenzlige Situationen.

Die vier kennen sich aus früheren Tagen. Als Filip zurückkommt, feiern sie das Ereignis mit einem ausgiebigen Trinkritual. Doch diese scheinbare Verbundenheit erweist sich schnell als labil. Die Gruppe hat oft mit Alkohol, Drogen und kriminellen Geschäften zu tun. Der Film handelt von der heutigen kroatischen Gesellschaft, die sich wie eine Krankheit in ihren einzelnen Stadien entwickelt. Die Stimmung im Land ist wie diese Krankheit, bei der keine Heilung in Sicht ist.

## Auszeichnungen
Der Film gewann im Jahr  2009 beim Pula Film Festival drei Golde Arena Auszeichnungen:
- Big Golden Arena for Best Film – als bester Film
- Golden Arena for Best Actor – für Rene Bitorajac, als Bester Darsteller
- Golden Arena for Best Makeup – Bestes Makeup für Jasna Rosini